# Le Cheval de Troie (revue, 1947)
Pour les articles homonymes, voir Cheval de Troie (homonymie).
Ne doit pas être confondu avec Le Cheval de Troie (revue, 1990).
Le Cheval de Troie est une revue littéraire fondée en 1947 aux éditions Gallimard par Raymond-Léopold Bruckberger, alors jeune père dominicain.
Son sous-titre en couverture la présentait comme une « revue littéraire mensuelle de doctrine et de culture ». Mensuelle au début, sa parution, rapidement plus irrégulière, pratiqua presque aussitôt les numéros doubles, et ne mentionna bientôt plus les mois en couverture.  Elle publia huit livraisons en six tomes, de 1947 à 1948 (no 1, juillet 1947 — no 2-3, août-septembre 1947 — no 4, (novembre) 1947 — no 5, (février) 1948) — no 6 (mars) 1948 — no 7-8, (juillet) 1948). Sa pagination fut continue du premier au dernier numéro, pour constituer un ensemble de 1252 pages.
Chaque livraison proposa au moins un article de théologie ou de philosophie, un texte narratif, des poèmes, une réédition de texte oublié, des notes critiques de théologie ou de philosophie morale et des recensions diverses sur des événements culturels, livres, films ou concerts.
Dans la dernière livraison, en tant que directeur de la revue, le R. P. Bruckberger, qui fut aumônier général des FFI, explique longuement pourquoi il a écrit ses articles contre Philippe Pétain et contre l'exécution du chef milicien Jean Bassompierre le 20 avril 1948, dont il avait demandé la grâce au Président de la République d'alors, Vincent Auriol. Devant ses prises de position, les autorités ecclésiastiques lui enjoignirent de faire retraite, ce qui entraîna l'arrêt de la publication de sa revue, et le départ immédiat du père Bruckberger pour le Maroc.
Entre autres contributeurs, on peut relever les noms de Marcel Aymé, Georges Bernanos, Raymond Leopold Bruckberger, Albert Camus, Blaise Cendrars, Edmond Fleg, Étienne Gilson, Julien Green, Guillaume Hanoteau, Marcel Jouhandeau, Arthur Koestler, André Malraux, Gabriel Marcel, Jacques Maritain, Robert Morel, Brice Parain, Denis de Rougemont, Jules Supervielle, Patrice de La Tour du Pin, Simone Weil.
Une autre revue littéraire française parut sous le même titre de 1990 à 1996.